# Людвіг VII (ландграф Гессен-Дармштадтський)
Людвіг VII (нім. Ludwig VII.; (1658—1678) — німецький шляхтич, ландграф Гессен-Дармштадтський, син попереднього ландграфа Гессен-Дармштадту Людвіга VI та Марії Єлизавети Гольштейн-Готторпської.

## Життєпис
Людвіг народився 22 червня 1658 у столиці Гессен-Дармштадтського ландграфства, Дармштадті. Його батько був правнуком Георга I, першого ландграфа Гессен-Дармштадту, і почав царювати, коли Людвігу виповнилося три роки. Мати була німецькою шляхтянкою з роду Гольштейн-Готторпів, донькою герцога Фрідріха III. Окрім Людвіга, в родині росли ще його молодший брат Фрідріх та сестри Магдалена Сибілла, Марія Єлизавета, Августа Магдалена та Софія Марія.
Мати померла, коли Людвігу було сім років. Батько, хоча й дуже сумував за дружиною, через півтора року пошлюбився вдруге. Із другою дружиною він мав ще восьмеро дітей, які приходилися Людвігу зведеними братами і сестрами.

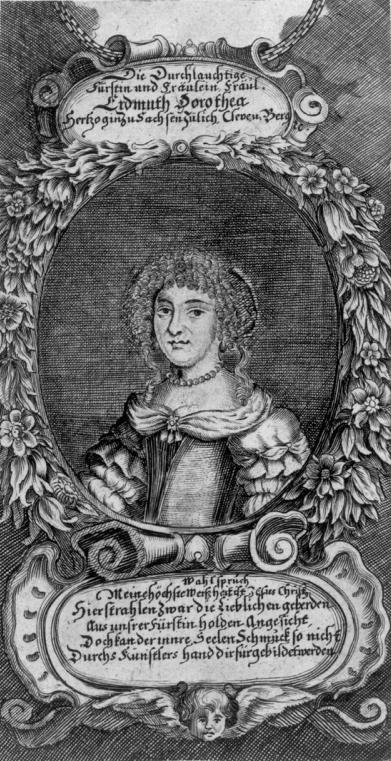
Ердмута Доротея

1676 року двоюрідний дід принца, Август Саксен-Вейсенфельський, посприяв його вступу до літературного співтовариства «Fruchtbringende Gesellschaft». Емблемою Людвіга були замислені червоні квіти. До книги товариства він був занесений під номером 865.
За два роки Людвіг став ландграфом Гессен-Дармштадтським після смерті свого батька. Правління нового володаря тривало всього вісімнадцять тижнів. Відправившись до Готи, де хотів заручитися із принцесою Ердмутою Доротеєю Саксен-Зайц, він захворів на дизентерію і помер від наслідків інфекції.
Молодший брат Людвіга, Фрідріх, помер ще за життя батька. Тож трон перейшов до його зведеного брата Ернста Людвіга, якому було лише 11 років.
Ердмута Доротея одружилася із герцогом Саксен-Мерзебурзьким Крістіаном II і мала із ним шестеро синів та доньку.